# Miara koncentracji rozkładu
Miara koncentracji rozkładu to taka miara rozkładu, która wskazuje na nierównomierne rozdysponowanie wartości cechy pomiędzy elementy próby losowej. 
Do najbardziej znanych miar koncentracji rozkładu należą:
- Kurtoza
- Współczynnik Giniego